# Naberejne, Nikopol
Naberejne (în ucraineană Набережне) este un sat în comuna Pokrovske din raionul Nikopol, regiunea Dnipropetrovsk, Ucraina.

## Demografie
Componența lingvistică a localității Naberejne
     Ucraineană (86,96%)
     Rusă (13,04%)
Conform recensământului din 2001, majoritatea populației localității Naberejne era vorbitoare de ucraineană (86,96%), existând în minoritate și vorbitori de rusă (13,04%).